# Чибисов, Сергей Иванович
Серге́й Ива́нович Чи́бисов (16 февраля 1948, Ереван — 20 января 2021, Тамбов) — советский и российский архитектор, художник, издатель, прозаик, поэт.

## Биография
Сергей Чибисов родился 16 февраля 1948 года в Ереване.
В 1966 году окончил школу № 2 города Острогожска Воронежской области. В 1973 году окончил Московский архитектурный институт (МАрхИ)
Работал в Караганде, Сочи, Тамбове. В 1989 году открыл свою мастерскую — «Творческая мастерская Чибисова», делавшую проекты для Тамбова, Москвы и Московской области. В течение шести лет Чибисов преподавал архитектуру на АСФ в Тамбовском государственном техническом университете.
В мастерской Чибисова работали архитекторы Илья Приходько, Светлана Светличная, Вячеслав Василенко, Аркадий Фарба, Сергей Попов, Ирина Калынова, Борис Савенков, художник-дизайнер Вячеслав Забавников.

## Награды и премии
- Международная отметина имени отца русского футуризма Давида Бурлюка[2]

### Книги
- Чибисов С. И. По следам древних аланов: рассказы о студенческой жизни 70-х, г. Острогожск, сказки для больших и маленьких детей. — Тамбов: Студия печати Галины Золотовой, 2013. — 127 с. — ISBN 978-5-9903872-6-3.
- Чибисов С.И. Избранное (поэзия): сборник стихотворений архитектора Сергея Чибисова и его сына Алексея.  Студия печати Галины Золотовой, 2021. — 82 с.

### Интервью
- Писарев Евгений. Город, который придумал Чибисов: [Интервью с Сергеем Чибисовым] // Тамбовское время. — 2002. — 23 октября (№ 43). — С. 5.
- Новак Ольга. Я ещё придумаю: [Интервью с Сергеем Чибисовым] (недоступная ссылка — история) // Тамбовская жизнь. — 2010. — 14 августа.